# Suhar
Suhar (arab. صحار) – miasto w północnym Omanie, nad Zatoką Omańską. Ośrodek administracyjny Muhafazy Szamal al-Batina oraz wilajetu Suhar, który w 2020 roku zamieszkiwało ponad 232,8 tys. mieszkańców. Według spisu ludności w 2020 roku miasto liczyło blisko 219,3 tys. mieszkańców, co plasowało je na piątym miejscu w kraju pod względem liczby mieszkańców. Port handlowy; huta wydobywanej w pobliżu miedzi; przemysł jedwabniczy. Położony jest około 200 km na północny zachód od Maskatu i około 200 kilometrów na południowy wschód od Dubaju.
Suhar był starożytną stolicą Omanu. Wielu uważa Suhar za miejsce narodzin Sindbada Żeglarza, gdyż znajdował się nad cieśniną Ormuz – ówczesnym centrum morskim.
Suhar był tradycyjnym rybackim miasteczkiem, o bogatej historii żeglarstwa, lecz od niedawna jest znany jako przemysłowe centrum Omanu ze względu na ogromny rozwój w Suhar portu przemysłowego.